# 芙蓉女兒誄
《芙蓉女兒誄》是中國章回小說紅樓夢中的一篇祭文，出現於第七十八回《老學士閑征姽嫿詞  痴公子杜撰芙蓉诔》，乃紅樓夢中最長的詩文辭賦。此文被認為是作者發揮文學才華最充分的一篇。

## 創作背景
芙蓉女兒誄是在晴雯死後，賈寶玉為了悼念她而作的祭文。
當王夫人在王善保家的挑唆下抄檢大觀園時，晴雯對於兩人的行為非常不滿。不過沒有人肯反抗，唯獨晴雯憤然將箱子掀開，把裡面的所有東西都倒出來，繼而向王善保家的破口大罵。不過她勇敢光烈的行為始終沒有令她得到好下場，最後她被遂出大觀園。
晴雯被遂出大觀園後，本身有病的她病情一直惡化。在第七十八回中，賈寶玉去探望她，晴雯被寶玉所感動，因而絞下自己兩根葱管一般的指甲、脱去了一件紅綾小襖送给他，接著便病死了。賈寶玉十分悲傷，於是作了《芙蓉女兒誄》祭晴雯。

## 詩詞大意
基本上晴雯在紅樓夢是暗射了林黛玉，從小說安排黛玉從芙蓉花叢中走出，讓寶黛二人作不祥對話等情節中，可以看得很清楚。整个祭文主要是描述賈寶玉對晴雯的讚美，及對她的懷念。
除了影射黛玉以外，誄文其實還有另一層意思，就是作者想藉此表達自己的政見。芙蓉女兒誄引用了賈誼、石崇、嵇康等在政治上遭殃的典故，同時又在文字上大量借用屈原的《離騷》，把古人寓政治於香草美人的傳統創新發展，以譏刺時政及其封建制度。